# Zeeland (paquebot de 1901)
Pour les articles homonymes, voir Zeeland.
Le Zeeland est un paquebot de la Red Star Line, arborant durant sa carrière tantôt le pavillon belge, tantôt le pavillon britannique. Construit par les chantiers John Brown & Company, il est mis en service en 1901, précédé par un sister-ship, le Vaderland. Il sert durant neuf ans sur la ligne d'Anvers à New York. En 1910, il est prêté à la White Star Line, les deux compagnies appartenant au même trust (l'International Mercantile Marine Co.), afin de remplacer temporairement le Republic, coulé l'année précédente. Il retrouve son service d'origine dès septembre 1911.
En 1914, la Première Guerre mondiale entraîne la fermeture de la ligne d'Anvers. Le Zeeland est à nouveau transféré à la White Star qui en a la charge le temps du conflit et l'utilise sur la ligne de Liverpool à New York, puis à destination du Canada. Réquisitionné en juin 1915, il est renommé Northland. Jusqu'en 1919, il alterne entre service commercial et missions pour servir l'effort de guerre aux ordres du gouvernement britannique.
En 1920, il retrouve sa compagnie et son nom d'origine, et est converti à la chauffe au mazout. Il retrouve la ligne belge sur laquelle il sert plusieurs années. Son service se dégrade au fil du temps et, en 1927, le navire est cédé à l'Atlantic Transport Line qui le renomme Minnesota. Ce dernier service ne dure guère, et le navire est vendu dès 1929 à des démolisseurs, avant d'être démantelé l'année suivante.

## Histoire

### Début de carrière

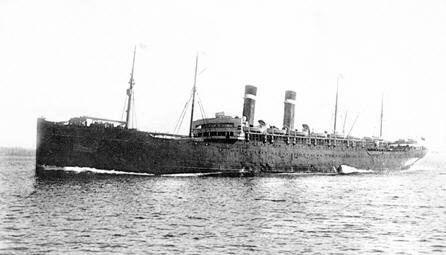
Le Vaderland est le jumeau du Zeeland.

Le Zeeland est construit aux côtés de son sister-ship, le Vaderland (qui le précède de quelques mois), dans les chantiers John Brown & Company de Clydebank. Sa construction s'inscrit dans un plan des dirigeants de la Red Star Line qui ont décidé en 1899 de moderniser leur flotte afin de reconquérir la clientèle de première classe sur l'Atlantique Nord. Outre ces deux navires, deux autres faux-jumeaux sont construits aux États-Unis, le Kroonland et le Finland. Le Zeeland est lancé le 24 novembre 1900, devenant le plus gros navire de la Red Star. Après des essais fructueux les 4 et 5 avril 1901, le paquebot prend la mer pour Anvers, d'où il entame son voyage inaugural le 13 avril suivant, à destination de New York. Dans les années qui suivent, l'organisation de la Red Star Line se complexifie : si la compagnie est belge, elle appartient à un ensemble plus vaste britannique (l'International Navigation Company), qui intègre lui-même le trust du financier américain John Pierpont Morgan en 1902, l'International Mercantile Marine Co. (IMM). L'appartenance des navires en devient très variable, et le Zeeland arbore tantôt le pavillon britannique, tantôt le pavillon belge. Dans ses premières années, il lui arrive par ailleurs de servir ponctuellement l'American Line en remplacement de son New York.
À partir de 1902, la Red Star dispose de ses quatre navires et peut assurer un service transatlantique régulier. En 1907, elle récupère un navire de la White Star Line qui devient le Gothland, puis met en service en 1909 le Lapland. Certains navires deviennent alors surnuméraires. La carrière du Zeeland est par ailleurs troublée en 1909 par une collision au large de Douvres avec un vapeur, le Hartpool : les deux navires sont considérés comme fautifs et sont sérieusement endommagés. Le 11 avril 1910, le Zeeland devenu inutile est prêté à la White Star, autre compagnie de l'IMM, qui doit remplacer le Republic récemment perdu. Il sert alors sur la ligne de Liverpool à New York, et à Boston durant la morte saison. Dès septembre 1911, suivant l'entrée en service de l'Olympic, le Zeeland retrouve sa compagnie et sa ligne d'origine.

### Première Guerre mondiale et années 1920

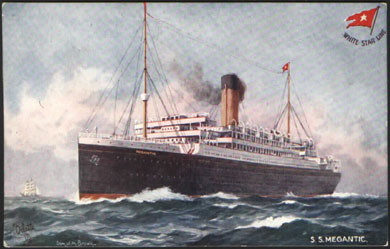
En 1927, le Minnesota transporte des troupes aux côtés du Megantic.

Les débuts de la Première Guerre mondiale sont malheureux pour la Belgique, envahie par l'Allemagne. Peu avant le début du conflit, le Zeeland a été victime d'une collision avec le Missouri, de l'Atlantic Transport Line, en juillet 1914. Au mois de septembre suivant, le port d'Anvers n'étant plus accessible, le Zeeland et le Vaderland passent sous le contrôle de la White Star Line qui les utilise dans un premier temps à destination de New York, puis rapidement sur la ligne du Canada. De juin 1915 à août 1916, le navire est saisi par le gouvernement qui l'utilise pour des missions de transport de troupes. Peu avant, en février, il a été renommé Northland (et son jumeau Southland), soit pour éviter la consonance germanique de son nom, soit pour éviter toute confusion avec un autre navire de la White Star, le Zealandic. D'août 1916 à mars 1917, il retrouve la ligne canadienne et le service civil, afin d'être de nouveau réquisitionné, dans le cadre du Liner Requisition Scheme. Durant les deux années qui suivent, il transporte des troupes et du matériel, d'abord vers le front, puis pour ramener les soldats chez eux. Souvent surchargé, il s'attire les critiques des troupes transportées.
Le navire est retiré du service en 1919, et subit une refonte nécessaire après son service de guerre, d'abord à Liverpool puis à Belfast. Converti à la chauffe au mazout, plus économique, il retrouve la Red Star Line et sa ligne d'origine, ainsi que son nom de Zeeland, en août 1920,. Le Zeeland est cependant un navire ancien et il doit subir une refonte en 1923, pour concentrer ses installations sur la conquête de la classe touristes, aux attentes plus modestes que sa clientèle d'origine. La même année, il sert un temps de concert avec le St. Paul, vieux navire de l'American Line. Les incidents se multiplient : il est une fois victime d'une collision avec un voilier danois, à Anvers, une autre fois retardé durablement par une grève des trains belges... En 1926, le navire n'apporte plus satisfaction à la compagnie.
C'est ainsi que le navire est transféré en janvier 1927 à l'Atlantic Transport Line, autre compagnie de l'IMM qui le renomme Minnesota. Cependant, avant d'effectuer sa première traversée transatlantique, il est réquisitionné par le gouvernement britannique, aux côtés du Megantic, pour transporter un millier de soldats à Shanghai afin de défendre les intérêts britanniques en Chine. Le navire effectue au départ de Londres une traversée qui constitue vraisemblablement un record de vitesse. En avril, il commence sa carrière pour sa nouvelle compagnie entre Londres et New York, aux côtés du Minnewaska, permettant à l'Atlantic Transport Line d'assurer un service hebdomadaire. En octobre 1929, il termine cependant sa dernière traversée et est vendu peu après au démolisseur Thos. W. Ward. Il est démantelé l'année suivante à Inverkeithing.

## Caractéristiques
Le Zeeland est un paquebot de tonnage moyen comparé à ses concurrents, mais est malgré tout le plus imposant navire de la Red Star Line. Avec ses 11 905 tonneaux de jauge brute, il est en effet légèrement plus volumineux que le Vaderland, bien que les deux navires aient par ailleurs les mêmes dimensions (170 mètres par 18). Ce tonnage est diminué en 1923 à 11 667. À ses débuts, le Zeeland est conçu pour transporter  342 passagers de première classe, 194 de deuxième et 626 de troisième. Après la guerre, ses installations sont modifiées pour accueillir 228 passagers en première, 268 en deuxième et 1 040 en troisième, puis changées une troisième fois en 1923 pour n'accueillir que des passagers de classe touriste.
La propulsion du Zeeland est assurée par des machines à quadruple expansion actionnant deux hélices (l'alimentation se fait au charbon, puis au mazout après 1920). Il doit ainsi pouvoir naviguer à une vitesse moyenne de 15 nœuds, déjà assez faible en 1900. Durant ses essais, cependant, il surprend ses constructeurs en atteignant une vitesse maximale de 17,4 nœuds. Sa silhouette est pour sa part assez classique, avec quatre mâts et deux cheminées (noires à bande blanche lorsqu'il sert la Red Star Line, silhouette partagée avec le Vaderland, mais aussi avec le Kroonland et le Finland.